# Црква Светог Димитрија (Земун)
Црква светог Димитрија или познатија као Харишева капела је храм Српске православне цркве у Земуну. Посвећена је Светом Димитрију. Налази се на Земунском православном гробљу.

## Опис цркве
Саграђена је 1874—78. године и посвећена Светом великомученику Димитрију, заштитнику породице Петровић. Капелу је подигао Григорије Хариш, земунски трговац, а на основу завештања супруге Марије, рођене Петровић, која се сматра и њеном ктитором. Градитељи Харишеве капеле су арх. Светозар Ивачковић, пројектант, Јосиф Маркс, грађевинар, Павле Симић, сликар иконостаса и занатлије Јован Кистнер, дрворезбар и Самуел Колмајер, златар иконостаса.
Била је порушена током Првог светског рата, а оправљена 1931. и освећена 28. августа.

## Архитектура цркве
Капела је обликована у неовизантијском стилу, са основом у виду уписаног крста, са једним кубетом на пресеку бродова. Она је изграђена у два нивоа, на првом нивоу који је делом укопан у земљу се налази мртвачница чији се улаз налази испод степеништа које воде у капелу. Изнад мртвачнице се налази основни простор капеле у коме се обављају црквени обреди. Харишева капела представља значајно архитектонско-уметничко и меморијално сведочанство о Земуну и земунским породицама крајем прошлог века. Осим везаности за историју две познате грађанске породице Петровић-Хариш, капела је и значајно остварење Светозара Ивачковића, једног од истакнутих српских архитеката на прелазу 19. и 20. века и високи уметнички домет Павла Симића, сликара епохе српског класицизма. 
Иконостас је последњи рад Павла Симића, рађен 1874. у стилу класицизма.

## Галерија
- Попречни пресек капеле
- Основа капеле
- Нацрт јужне фасаде
- Јужна фасада
- Северна фасада
- Реновирана црква
- Фасада након реновирања 2017. године
- Реновирана црква
- Реновирана црква